# 축동초등학교 구호분교
축동초등학교 구호분교는 대한민국 경상남도 사천시 축동면 구호리 75에 있었던 초등학교이다.

## 연혁
- 1939년 5월 12일 축동공립심상소학교 구호간이학교 설립인가
- 1944년 3월 31일 구호공립국민학교 인가
- 1944년 4월 17일 구호공립국민학교 개교
- 1963년 11월 21일 현 위치로 이전
- 1995년 3월 1일 분교장 편입(축동국민학교 구호분교)
- 1996년 3월 1일 명칭 변경(축동초등학교 구호분교)
- 1999년 3월 1일 폐교